# Einundvierzig (Zahl)
Einundvierzig ist die natürliche Zahl zwischen Vierzig und Zweiundvierzig und ist eine ungerade Zahl.

## Einundvierzig in der Mathematik
Einundvierzig ist:
- die 13. Primzahl, die nächste ist Dreiundvierzig, womit die beiden die siebten Primzahlzwillinge sind.
- die Summe der ersten sechs Primzahlen (2 + 3 + 5 + 7 + 11 + 13).
- eine Reguläre Primzahl[1]
- eine Ramanujan-Primzahl[2]
- eine Harmonische Primzahl[3]
- eine Gute Primzahl[4]
- die zwölfte Supersinguläre Primzahl[5]
- eine Newman-Shanks-Williams-Primzahl[6]
- die kleinste Safe-und-Sophie-Germain-Primzahl als Start einer Cunningham-Kette, bei der die ersten drei Zahlen 41, 83 und 167 sind
- eine Eisenstein-Primzahl ohne Imaginärteil und mit Realteil der Form 3n − 1.
- eine Prothsche Primzahl als 5 × 23 + 1.[7]
- die kleinste Euler-Glückszahl: das Polynom f(k) = k2 − k + 41 liefert Primzahlen für alle ganzen Zahlen k mit 1 ≤ k < 41
- die Summe zweier aufeinanderfolgenden Quadratzahlen (42 + 52), was es zu einer Zentrierten Quadratzahl macht[8]
- die Summe der ersten drei Mersenne-Primzahlen (3, 7 und 31)[9]
- die Summe der Summe der Teiler der ersten sieben positiven Ganzen Zahlen.
- die kleinste Ganzzahl, deren Kehrwert eine fünfstellige Periode hat. Das ist eine Konsequenz der Tatsache, dass 41 ein Faktor von 99999 ist.
- die kleinste ganze Zahl, deren Quadratwurzel ein Kettenbruch mit einer Periode von drei ist.[10]
- eine Index-Primzahl, da 13 eine Primzahl ist.

## Weitere Verwendung
- In Mexiko ist „cuarenta y uno“ (41) ein umgangssprachlicher Ausdruck für Homosexualität. Dies geht auf die Verhaftung von 41 Homosexuellen in einem Hotel in Mexiko-Stadt im Jahr 1901 während der Regierung von Porfirio Díaz (1876–1911) zurück. Dieser Fall wird als „Tanz der Einundvierzig“ (spanisch Baile de los cuarenta y uno) bezeichnet.[11][12]
- +41 ist die Internationale Telefonvorwahl der Schweiz.